# 森脇稔
森脇 稔（もりわき みのる、1961年4月7日 - ）は、徳島県出身の高校野球指導者、鳴門高前野球部監督。同校社会科公民教諭。

## 人
- 鳴門市で生まれ鳴門市で育つ。黒崎小で野球を始め鳴門一中を経て鳴門高でプレー。鳴門高では二塁手として活躍するも甲子園には縁が無かった。小中高とも主将を経験。
- 鳴門高卒業後は法政大学へ進学。野球部ではマネージャーとしてチームを支えた。同期には元・広島ほかの小早川毅彦がいる。
- また高校・大学を通じての同窓には元・広島の川端順（2年先輩）、元・ヤクルトほかの秦真司、元・ロッテの島田茂（いずれも1年後輩）がいる。
- 法政大学卒業後、1985年に母校鳴門高監督に就任。1995年春まで率いるも甲子園出場は果たせなかった。
- 特別支援学校、徳島工高（現・徳島科技高）を経て、2007年に鳴門高監督に復帰。
- 2011年秋からは鳴門高を県内公式戦19連勝（2013年7月27日現在）に導いた。
- 2025年5月9日から不祥事で高野連から3カ月の謹慎処分を受けて退任している(過去にも若手教員にパワハラで、土日祝の教員が休みの日に、大会の応援に来る様に強要していた。)森脇氏の退任を受けて部長だった岡田将和氏が監督就任し、選手が同じ方向を向くように声掛けに努め、選手の特徴を知っているメリットを采配に生かし、わずか就任3ヶ月で3年振りの甲子園に導き、2025年8月6日天理(奈良)と対戦し、2019年以来6年振りに初戦突破を果たした。

## 甲子園での成績
- 春選抜出場3回（第84回ベスト8、第85回3回戦、第94回1回戦）・3勝3敗
- 夏選手権出場8回（第92回1回戦、第94回2回戦、第95回ベスト8、第96回2回戦、第97回1回戦、第98回ベスト8、第100回1回戦、第101回2回戦）・7勝8敗
- 2020年 徳島県高等学校優勝野球大会 優勝